# Akademie Weihenstephan
Akademie Weihenstephan ist die Bezeichnung einer Akademie für Landwirtschaft und Brauerei in Weihenstephan bei Freising, die heute im Wissenschaftszentrum Weihenstephan für Ernährung, Landnutzung und Umwelt der Technischen Universität München und der Hochschule Weihenstephan-Triesdorf aufgegangen ist.

## Geschichte
Seit der Säkularisation wurde in dem ehemaligen Kloster Weihenstephan Landwirtschaft und später auch Brauwesen gelehrt. Am 28. Juli 1895 erfolgte die Erhebung der landwirtschaftlichen Centralschule Weihenstephan zur Königlich Bayerischen Akademie für Landwirtschaft und Brauerei. Im Januar 1920 verfügte das Bayerische Staatsministerium für Unterricht und Kultus die Erhebung der bisherigen Akademie zu einer Hochschule, die am 21. Mai 1928 in den Verband der Technischen Hochschule München eingegliedert wurde.